# Ривас Пастор, Мануэль
Мануэль Ривас Пастор (исп. Manuel Rivas Pastor; род. 13 июля 1960, Хаэн, Андалусия) — испанский шахматист, гроссмейстер (1987).

## Спортивная карьера
Неоднократный чемпион Испании. В составе национальной команды участник 5-и Олимпиад (1978—1980, 1984, 1988 и 1992). Участник ряда крупных юношеских международных соревнований; лучший результат: чемпионат Европы 1979/1980 — 4—5-е места.
Победитель и призёр ряда международных турниров: Линарес (1979) и Мадрид (1981) — 2—4-е; Капелья (1981) — 1-е; Марбелья (1982; зональный турнир ФИДЕ) — 5—6-е; Сан-Себастьян (1982) — 3—6-е; Торремолинос (1983 и 1985) — 1-е и 1—3-е; Гавана (1983; февраль — март) — 1-е (2-й турнир); Сьенфуэгос (1983) — 3—4-е (1-й турнир); Тунис (1984) — 2—3-е; Ленинград (1984) — 4—7-е; Бенаске (1985 и 1986) — 3—5-е и 1—4-е; Саламанка (1987) — 1-е; Лас-Пальмас (1987) — 1—2-е места.

## Изменения рейтинга
| Графики недоступны из-за технических проблем. См. информацию на Фабрикаторе и на mediawiki.org. |